# Cinzia Ragusa
Cinzia Nunzia Ragusa, née le 24 mai 1977 à Catane, est une poloïste internationale italienne qui évoluée au poste de défenseure. Elle remporte la médaille d'or lors Jeux olympiques d'été de 2004 avec l'équipe d'Italie pour laquelle elle dispute 249 rencontres.

## Carrière
- 1995-2004 :  Orizzonte Catane
- 2004-2005 :  Rari Nantes Florentia
- 2005-2007 :  Rapallo Pallanuoto
- 2007-2010 :  Orizzonte Catane

## Palmarès

### En club
- Orizzonte Catane
  - Euroligue :
    - Vainqueur : 1997-1998, 2000-2001, 2001-2002 et 2007-2008.
    - Finaliste : 2008-2009.

  - Supercoupe d'Europe :
    - Vainqueur : 2008.

  - Championnat d'Italie :
    - Vainqueur : 1995-1996, 1996-1997, 1997-1998, 1998-1999, 1999-2000, 2000-2001, 2001-2002, 2002-2003, 2003-2004, 2007-2008, 2008-2009 et 2009-2010.

### En sélection
- Italie
  - Jeux olympiques :
    - Médaille d'or : 2004.

  - Championnat du monde :
    - Finaliste : 2003.

  - Coupe du monde :
    - Finaliste : 2006.

  - Ligue mondiale :
    - Finaliste : 2006.
    - Troisième : 2004.

  - Championnat d'Europe :
    - Vainqueur : 1997 et 2003.
    - Finaliste : 2001 et 2006.